# Perizoma scitularia
Perizoma scitularia är en fjärilsart som beskrevs av Jules Pièrre Rambur 1832. Perizoma scitularia ingår i släktet Perizoma och familjen mätare. Inga underarter finns listade i Catalogue of Life.